# پاتاردی
پاتاردی (به انگلیسی: Pathardi) یک منطقهٔ مسکونی در هند است که در بخش احمدنگر واقع شده‌است. پاتاردی ۲۲۸٬۲۷۹ نفر جمعیت دارد و ۵۳۳ متر بالاتر از سطح دریا واقع شده‌است.